# 7 хилядолетие пр.н.е.
| 30 | 29 | 28 | 27 | 26 | 25 | 24 | 23 | 22 | 21 | 20 | 19 | 18 | 17 | 16 | 15 | 14 | 13 | 12 | 11 | 10 | 9 | 8 | 7 | 6 | 5 | 4 | 3 | 2 | 1 | пр.н.е. << >> сл.н.е. | 1 (1 – 1000) | 2 (1001 – 2000) | 3 (2001 – 3000) |

Седмото хилядолетие пр.н.е. (VII) обхваща периода от началото на 7000 г. пр.н.е. до края на 6001 г. пр.н.е.

## Събития
- 6500 пр.н.е. – Начало на Обейдската култура в Месопотамия
  - Започва разпространяване на развито земеделие от Мала Азия към останалите части на Европа[1]
  - Предполагаемо начало на медната епоха. Първи халколитниобраци са намерени в Чатал Хююк, Анадола и Иракски Кюрдистан.[2] Пренася се от Близкия изток към Балканите и Северна Африка.
  - Най-ранни археологически находки в Шотландия
  - Наченки на грънчарството в района на Плодородния полумесец[3]

## Изобретения, открития
- Най-ранни сведения за отглеждане на домашни кокошки – в Югоизточна Азия
- 6400 пр. Хр. колелото (Шумерите)
- 6000 пр. Хр. керамика (Йерихон)